# Horns distrikt, Östergötland
Horns distrikt är ett distrikt i Kinda kommun och Östergötlands län. 
Distriktet ligger sydost om Kisa. 

## Tidigare administrativ tillhörighet
Distriktet inrättades 2016 och utgörs av socknen Horn i Kinda kommun.
Området motsvarar den omfattning Horns församling hade vid årsskiftet 1999/2000.